# Lisa van Zuijlen
Lisa van Zuijlen (Amsterdam, 22 juli 1998) is een Nederlands model en presentatrice. In 2016 was ze finalist voor Miss Beauty of Utrecht, wat het startpunt vormde voor haar carrière.

## Modellenloopbaan
Van Zuijlen deed in 2016 mee aan de verkiezing van Miss Beauty of Utrecht. Hier belandde ze in de finale en werd ze uiteindelijk first runner-up. Na dit traject ging zij zich meer richten op haar modellencarrière. Zo had ze verschillende shoots voor webshops en cosmeticaproducten.

## Presenteren
In 2018 begon Van Zuijlen met haar eerste presenteerklussen. Zo presenteerde ze onder andere het YouTube-kanaal van AXED, waarop ze onder andere Ronnie Flex, Maan, Famke Louise, Bizzey en Donny Roelvink interviewde. In 2019 lanceerde ze een serie vlogs onder de naam Thuisblijvers in samenwerking met Zoover.

## Miss Nederland
In 2019 werd Van Zuijlen gecast voor Miss Nederland 2019, waar ze doorstroomde tot in de finale. Sharon Pieksma is uiteindelijk Miss Nederland 2019 geworden.

## Love Island
In september 2019 was Van Zuijlen een van de deelnemers van het tweede seizoen van het televisieprogramma Love Island.